# Infiltrationsrate

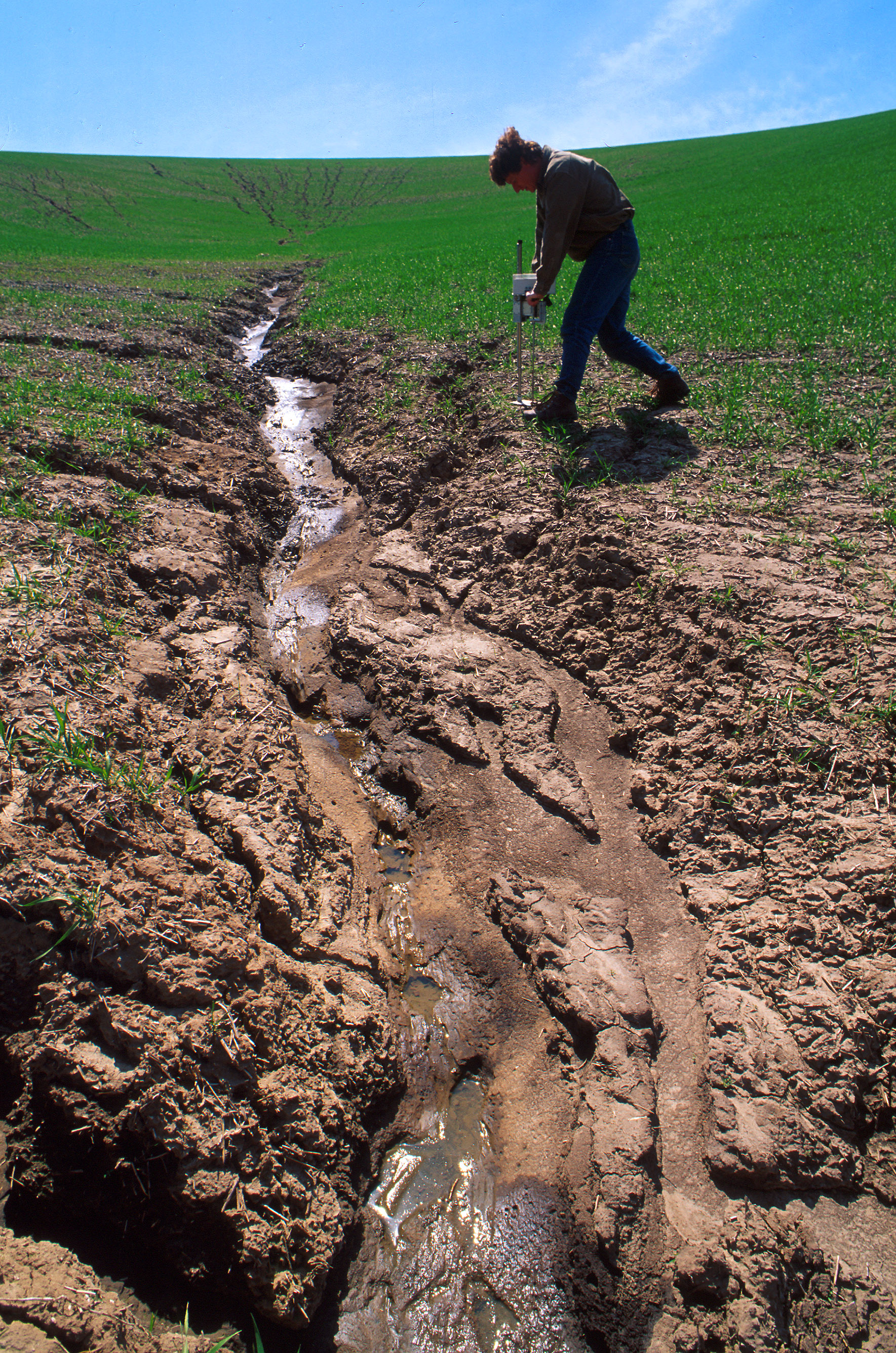
Starke Bodenerosion in einem Kornfeld in den USA – die Infiltationsrate eines Bodens hat Rückwirkung auf dessen Erosionsanfälligkeit

Die Infiltrationsrate beschreibt, welches Wasservolumen ein Boden je Zeitspanne aufnehmen kann. Der Wert liegt in Mitteleuropa in der Regel zwischen fünf und 10 Millimeter je halber Stunde.
Die Infiltrationsrate ist eine wichtige Kennzahl, um die Erosionsanfälligkeit eines Bodens zu bestimmen. Zu Bodenerosion kommt es dann, wenn die Niederschlagsintensität über der Infiltrationsrate liegt. Beispielsweise bei Gewitterregen in ariden Gebieten liegt die Niederschlagsmenge oft deutlich über der Infiltrationsrate. Der Einfluss von Regen auf die Abtragungsrate in einem Gebiet ist nicht nur von der Gesamtmenge des Regens abhängig, sondern auch davon, welcher Anteil Sommerregen an dieser Gesamtmenge hat. Diese kann je nach Region erheblich schwanken. So liegt beispielsweise der Anteil des Sommerregens in den Randlagen der Alpen zweieinhalbmal über dem in regenarmen Regionen Süddeutschlands.
Die Infiltrationsrate ist u. a. abhängig von Makroporosität, Hangneigung, Bedeckung und Vegetation.